# Magic Time
Magic Time – album amerykańskiego pianisty i aranżera Boba Florence'a oraz prowadzonego przez niego big bandu: The Bob Florence Limited Edition. Nagrania zrealizowano 29 i 30 listopada 1983 w Mars Studio w Los Angeles. Wszystkie utwory są kompozycjami Boba Florence'a i w jego aranżacji. LP wydany w 1984 przez Trend Records (TR-536), reedycja na CD w 1993 Trend/Discovery Records TRCD-536.

## Muzycy
- Bob Florence – fortepian, prowadzenie zespołu
- George Graham – trąbka
- Nelson Hatt – trąbka
- Steve Huffsteter – trąbka
- Warren Luening – trąbka
- Charley Davis – trąbka
- Herbie Harper – puzon
- Charles Loper – puzon
- Donald Waldrop – puzon basowy
- Chauncey Welsch – puzon
- Bob Cooper – saksofon tenorowy
- Bob Efford – saksofon barytonowy
- John Lowe – saksofon
- Dick Mitchell – saksofon tenorowy
- Lanny Morgan – saksofon altowy
- Kim Richmond – saksofon
- Joel DiBartolo – kontrabas
- Nick Ceroli – perkusja

## Lista utworów
Strona A
| 1. | "Magic Time"                    | 6:03  |
|    |                                 |       |
| 2. | "Double Barrel Blues"           | 8:22  |
|    |                                 |       |
| 3. | "The Industrial Strength Stomp" | 6:55  |
|    |                                 |       |
|    |                                 | 21:20 |
|    |                                 |       |
Strona B
| 4. | "Rhythm and Blues" | 5:17  |
|    |                    |       |
| 5. | "Bleuphoria"       | 7:28  |
|    |                    |       |
| 6. | "Sailing"          | 5:57  |
|    |                    |       |
|    |                    | 18:42 |
|    |                    |       |

## Informacje uzupełniające
- Producent – Albert Marx
- Dyrektor muzyczny – Mundell Lowe (CD)
- Inżynier dźwięku – Arne Frager
- Mastering – Bernie Grundman (CD)
- Opis płyty (liner notes) – Nick Ceroli